# Fodora (okręg Sălaj)
Fodora – wieś w Rumunii, w okręgu Sălaj, w gminie Gâlgău. W 2011 roku liczyła 456 mieszkańców.